# Daniel Dae Kim
Pour les articles homonymes, voir Kim.
Daniel Dae Kim, né le 4 août 1968 à Busan en Corée du Sud, est un acteur et producteur américain d’origine sud-coréenne.

## Biographie
Né en Corée du Sud, sa famille émigre aux États-Unis alors qu'il n'a que deux ans et Daniel grandit à Easton. Il est diplômé des universités Freedom High School et Haverford College de Pennsylvanie. Dae Kim a étudié l'art et a fait du théâtre à la Bryn Mawr College.
Il est diplômé de l'Université de New York en 1996.

### Carrière
Il est surtout connu pour incarner Jin-Soo Kwon dans le feuilleton télévisé Lost : Les Disparus et Chin Ho Kelly dans Hawaii 5-0. Il a tenu un des rôles principaux de la série 2267, ultime croisade qui est une suite de Babylon 5.
Daniel a aussi obtenu des rôles dans les films Hulk, Spider-Man 2, dans le feuilleton télévisé 24 heures chrono, mais également dans de nombreuses séries télévisées telles que Angel, Charmed, The Shield, Urgences, Le Caméléon, etc.
Il est également la voix du ninja Rikimaru dans le troisième volet de la série de jeux-vidéo Tenchu.
En 2006, Dae Kim prête sa voix au personnage de Johnny Gat dans le jeu-vidéo Saints Row. Il fait aussi sa voix dans Saints Row 2 (2008), Saints Row: The Third (2011), Saints Row IV (2013), Saints Row: Gat out of Hell (2015) et Agents of Mayhem (2017).
En 2010, Daniel Dae Kim est l’un des personnages principaux de la série Hawaii Five-0, remake de Hawaï police d’État. Le 30 juin 2017, son départ est annoncé en même temps que celui de sa partenaire Grace Park (Kono Kalakaua), à la suite des refus de la production d'aligner leurs salaires à ceux de Alex O'Loughlin (Steve (Steven) McGarrett) et Scott Caan (Daniel «Danny/Danno» Williams),.
En 2015, il fait une apparition dans Divergente 2 : L'Insurrection où il joue Jack Kang, rôle qu'il reprendra l'année suivante dans Divergente 3 : Au-delà du mur.
En 2017, il devient producteur délégué de la série médicale et dramatique Good Doctor portée par Freddie Highmore qui interprète un jeune docteur autiste savant.
En 2019, il est à l'affiche du film Hellboy et occupe également l'un des rôles principaux du film Always Be My Maybe, disponible sur Netflix.
En 2020, il rejoint la série New Amsterdam dans le rôle du Dr Shin. Compte tenu du contexte Covid-19, l'épisode où il apparaît pour la 1re fois ne sera pas diffusé en intégralité au cours de la saison mais à une date ultérieure. Cependant, des extraits de cet épisode sont diffusés avant le 18e épisode qui devient le season finale,,.

### Vie privée
Depuis sa participation à la série Hawaii 5-0, Daniel vit à Maui (Hawaï), avec sa femme et ses deux fils,.
Le 19 mars 2020, l'acteur annonce qu'il a été testé positif au COVID-19. Il s'est également prononcé par rapport au racisme anti-asiatique lié à la pandémie, déclarant : « S'il vous plaît, s'il vous plaît, arrêtez les préjugés et la violence insensée contre les peuples asiatiques. Oui, je suis asiatique. Et oui, je suis atteint du coronavirus. Mais je ne l'ai pas attrapé en Chine, je l'ai attrapé en Amérique. À New York. Malgré ce que certains dirigeants politiques disent, je ne considère pas que l'endroit d'où provient le virus est plus important que les personnes malades et mourantes ». Le 30 mars 2020, Daniel Dae Kim annonce qu'il est rétabli.

## Filmographie

### Films
- 1992 : American Shaolin (Karate Tiger 5) : Gao
- 1997 : Addicted to Love : l'assistant
- 1997 : Le Chacal de Michael Caton-Jones : Akashi
- 1997 : Alien Attack des Sœurs Wachowski
- 2003 : En sursis d'Andrzej Bartkowiak : l'expert
- 2003 : Hulk : l'aide
- 2003 : Jack super puissant : le magicien
- 2003 : Projet Momentum : Agent Frears
- 2004 : Spider-Man 2 : Raymond
- 2004 : Collision : Park
- 2005 : La Crypte : Alex Kim
- 2008 : News Movie : un invité du "Rape Party"
- 2011 : Arena : Taiga
- 2015 : Divergente 2 : L'Insurrection : Jack Kang, leader des Sincères
- 2016 : Divergente 3 : Au-delà du mur : Jack Kang, leader des Sincères
- 2019 : Hellboy de Neil Marshall : Ben Daimio
- 2019 : Always Be My Maybe de Nahnatchka Khan
- 2021 : Raya et le Dernier Dragon : Chef Benja (voix originale)
- 2021 : Le Passager nº 4 (Stowaway) de Joe Penna : David Kim
- 2023 : Joy Ride d'Adele Lim : Dae
- 2025 : KPop Demon Hunters de Maggie Kang et Chris Appelhans : the Healer Han (voix originale)

### Séries télévisées
- 1994 : New York, police judiciaire (saison 4, épisode 11) : Harry Watanabe
- 1997 : Beverly Hills 90210 (saison 8, épisodes 3 et 4) : Dr Sturla
- 1997 : New York Police Blues (saison 5, épisode 5) : Simon Lee
- 1998 : Le Caméléon (saison 2, épisode 7) : Lenny Duc
- 1998 : Ally McBeal (saison 1, épisode 20) : Officier de police
- 1998 : Brave New World (en)
- 1998 : The Practice : Bobby Donnell et Associés (saison 2, épisode 19) : Officier de police
- 1999 : 2267, ultime croisade (13 épisodes) : Lt John Matheson
- 2000 : Star Trek: Voyager (saison 6, épisode 12) : Gotana-Retz
- 2000 : Arabesque, téléfilm no 4 (Le pacte de l'écrivain)
- 2001 : Charmed (saison 4, épisode 4) : Yen Lo
- 2001 : Walker, Texas Ranger : Kahn
- 2001 : Les Experts (saison 2, épisode 10) : Agent Beckman
- 2001 - 2003 : Angel (12 épisodes) : Gavin Park
- 2003 : Miss Match (4 épisodes) : Clifford Kim
- 2003 et 2004 : Star Trek: Enterprise (3 épisodes) : Caporal-chef Chang
- 2003 et 2004 : Urgences (4 épisodes) : Ken Sung
- 2003 et 2004 : 24 heures chrono (11 épisodes) : Tom Baker
- 2004 : FBI : Portés disparus (saison 2, épisode 11) : Mark Hiroshi
- 2004 : The Shield (saison 3, épisode 12) : Thomas Choi
- 2004 - 2010 : Lost : Les Disparus (92/121 épisodes) : Jin-Soo Kwon
- 2008 : La Menace Andromède : Dr Tsi Chou
- 2010 - 2017 : Hawaii Five-0 : Chin Ho Kelly (saison 1 à 7)
- 2012 : NCIS : Los Angeles : Chin Ho Kelly
- 2015 : Once Upon a Time : Travailleur de la restauration rapide (saison 4 épisode 12, voix)
- 2017 : MacGyver (saison 1 épisode 18) : Chin Ho Kelly
- 2019 - 2020 : She-Ra et les Princesses au pouvoir : roi Micah (voix)
- 2019 : Good Doctor : Dr Jackson Han
- 2020 - 2023 : New Amsterdam : Dr Cassian Shin[16]
- 2020 : Flack : Scott Cole (saison 2, 5 épisodes)
- 2020-2021 : Bienvenue chez les Casagrandes : M. Hong (3 épisodes, voix)
- 2021 : The Premise : Daniel Jung (saison 1, 1 épisode)
- 2021 : The Hot Zone : Anthrax : Matthew Ryker (saison 2)
- 2022 : Roar : Harry (saison 1, épisode 3)
- 2024 : Avatar, le dernier maître de l’air : Ozaï, le seigneur du feu
- 2025 : Butterfly : David Jung (saison 1)

### Producteur délégué
- 2017 - 2024: Good Doctor
- 2019 : Ms. Purple (en)
- 2020 : Blast Beat

### Jeux vidéo
- 2006 : Saints Row : Johnny Gat
- 2008 : Ultimate Hulk : Doc Samson
- 2008 : Saints Row 2 : Johnny Gat
- 2011 : Saints Row : The Third : Johnny Gat
- 2013 : Saints Row IV : Johnny Gat
- 2015 : Saints Row: Gat out of Hell (en) : Johnny Gat
- 2017 : Agents of Mayhem : Johnny Gat
- 2024 : Like a Dragon: Infinite Wealth : Masataka Ebina

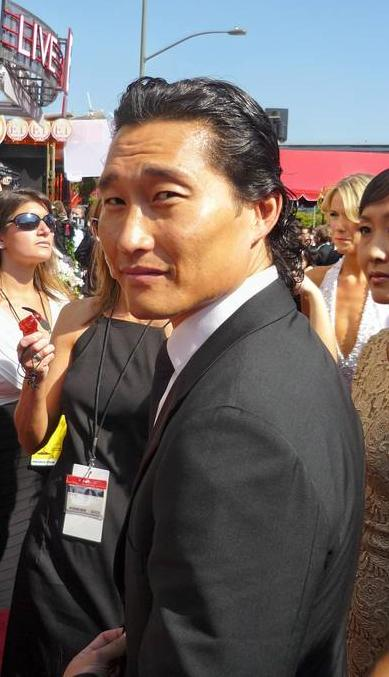
L'acteur aux Emmy Awards de 2008.

## Distinctions

### Récompenses
- 12e cérémonie des Screen Actors Guild Awards 2006 : Meilleure distribution pour une série dramatique pour Lost : Les Disparus (2004-2010).
- 2008 : Gold Derby Awards de la meilleure distribution de l'année dans une série télévisée dramatique pour Lost : Les Disparus (2004-2010).

### Nominations
- 2006 : Gold Derby Awards de la meilleure distribution de l'année dans une série télévisée dramatique pour Lost : Les Disparus (2004-2010).
- 2007 : Festival de télévision de Monte-Carlo du meilleur acteur dans une série télévisée dramatique pour Lost : Les Disparus (2004-2010).
- 2007 : Gold Derby Awards de la meilleure distribution de l'année dans une série télévisée dramatique pour Lost : Les Disparus (2004-2010).
- 2009 : Festival de télévision de Monte-Carlo du meilleur acteur dans une série télévisée dramatique pour Lost : Les Disparus (2004-2010).
- 2009 : Gold Derby Awards de la meilleure distribution de l'année dans une série télévisée dramatique pour Lost : Les Disparus (2004-2010).
- 2010 : Festival de télévision de Monte-Carlo du meilleur acteur dans une série télévisée dramatique pour Lost : Les Disparus (2004-2010).
- 2010 : Gold Derby Awards de la meilleure distribution de l'année dans une série télévisée dramatique pour Lost : Les Disparus (2004-2010).

## Voix francophones
Dans les versions françaises, Cédric Dumond assure la voix régulière de Daniel Dae Kim, notamment dans les séries Lost : Les Disparus, Hawaii 5-0 et Avatar, le dernier maître de l'air ainsi que dans le film Hellboy (2019). Il a cependant été remplacé par Stéphane Marais à plusieurs reprises et notamment pour la série 2267, ultime croisade. Par ailleurs, l'acteur a également été doublé par Constantin Pappas dans 24 Heures Chrono et par Luc Boulad dans Urgences. 
Plus récemment, Jean-Pierre Michaël a assuré son doublage français dans Good Doctor ainsi que dans New Amsterdam tout comme Pierre-François Pistorio dans Joy Ride.